# Jimmy Grimble
Jimmy Grimble (There's Only One Jimmy Grimble) è un film del 2000 diretto da John Hay.
La pellicola è stata girata a Oldham, Greater Manchester, Gran Bretagna.

## Trama
Jimmy Grimble è un ragazzino di 15 anni, innamorato di una ragazza (chiamata da tutti la Boxer) e del gioco del calcio e tifoso del Manchester City. Jimmy passa quasi tutto il suo tempo libero giocando a pallone e milita in una squadra di calcio della sua scuola, ma non riesce mai ad esprimere appieno il suo talento quando è osservato da qualcuno, soffrendo di una vera e propria ansia da prestazione.
La storia di Jimmy ha una svolta quando, un giorno, dopo essere scappato da dei bulli che lo perseguitano (la maggior parte dei suoi compagni di scuola tifa per i rivali dei Citizens, quindi Jimmy è spesso oggetto di prese in giro e atti di bullismo da parte loro), incontra un'anziana signora che gli offre rifugio e gli regala un paio di scarpini molto vecchi e malandati, a suo dire magici, appartenuti a un presunto ex giocatore dei Citizens, tale Robby Brewer. All'inizio il ragazzo è scettico al riguardo e getta gli scarpini in un cassonetto, ma in seguito si vede costretto, sempre a causa dei bulli che lo tormentano (uno dei quali, Gordon Burley, è attaccante e goleador nella stessa squadra di calcio di Jimmy ed è figlio di uno dei finanziatori della scuola, l'arrogante e maldestro Ken Burley, nonché tifoso dello United), che stavolta gli hanno sottratto i suoi scarpini, ad andare a recuperare quelli che gli erano stati donati dalla donna e ad utilizzarli. A partire da questo momento il suo modo di giocare, nonché la sua vita, migliorano radicalmente, e Jimmy inizia a credere che gli scarpini gli donino un incredibile talento. 
Il protagonista decide allora di lanciarsi in una ricerca sfrenata per capire chi fosse Robby Brewer, senza alcun successo. Ormai convinto che gli scarpini siano davvero magici, Jimmy con i suoi goal conduce la squadra sino alla finale del torneo, che si tiene al Maine Road proprio il giorno successivo alla morte della donna che gli ha regalato gli scarpini. Appena prima della finale, Gordon, invidioso di Jimmy, gli nasconde e getta via gli scarpini, cercando di impedirgli di giocare. L'allenatore Eric Wirral riesce fortunatamente a far aprire lo store dello stadio e a comprare a Jimmy un altro paio di scarpini pochi minuti prima dell'inizio della partita. Jimmy, pensando sempre che il suo talento venisse dagli scarpini di Brewer e triste per la scomparsa dell'anziana donna, gioca un primo tempo disastroso, in cui realizza una prestazione sotto tono e non riesce proprio a segnare. 
Nell'intervallo, grazie al compagno della madre, conosce finalmente il vero Robby Brewer, scoprendo che si tratta del figlio dell'anziana donna e che, in realtà, è cieco e non ha mai giocato nel City. Jimmy capisce quindi che la donna gli aveva raccontato che gli scarpini erano magici solo per distrarlo dalle sue ansie, che gli scarpini non avevano nulla di speciale e che le prestazioni delle precedenti partite erano dovute unicamente ad un talento naturale, quindi la "magia" non era negli scarpini ma nei suoi piedi. Forte di questo, Jimmy rientra in campo e gioca un secondo tempo fantastico, in cui mette a segno un goal ed effettua un assist che consentiranno alla sua squadra di compiere una grande rimonta e di vincere il torneo. Alla fine della partita un osservatore del Manchester United gli propone di giocare nelle squadre giovanili dei Red Devils, ma Jimmy rifiuta, avendo ricevuto poco prima la proposta del suo amato Manchester City.